# تپه تندیرلی
تپه تندیرلی مربوط به سده‌های میانی و متاخر دوران‌های تاریخی پس از اسلام است و در شهرستان ماهنشان، بخش مرکزی، دهستان اوریاد، ۵۰ متری جنوب غرب روستای لهجبین و غرب جاده خاکی روستا واقع شده و این اثر در تاریخ ۲۵ آبان ۱۳۸۷ با شمارهٔ ثبت ۲۳۸۳۴ به‌عنوان یکی از آثار ملی ایران به ثبت رسیده است.